# تمار جنوب غرب
حقل تمار جنوب غرب Tamar gas field، هو حقل غاز طبيعي في البحر المتوسط، إسرائيل، اكتشف في نوفمبر 2013.

## الاكتشاف والاحتياطيات
في 28 نوفمبر 2013 أعلنت شركة ديلك ونوبل إنرجي عن اكتشاف حقل غاز طبيعي على سواحل إسرائيل على البحر المتوسط، بالقرب من حقل غاز تمار على الساحل الشمالي لإسرائيل، بالقرب من حيفا، والذي كان قد اكتشف في 2009 ويحتوي على أكثر من 10 مليارات م³ من الغاز الطبيعي؛ وبدأ انتاجه في مارس 2013.
يضم حقل تمار جنوب غرب على ما يقدر ب20 مليار م³ من الغاز الطبيعي. بدأت دلـِلك للحفر عملها في تمار جنوب غرب منذ سبتمبر 2013.

## المساهمون
- شركة ديلك الإسرائيلية
- نوبل إنرجي الأمريكية